# Gare de Foix
Gare de Foix – stacja kolejowa w Foix, w departamencie Ariège, w regionie Oksytania, we Francji.
Stacja została otwarta w 1862 roku przez Compagnie des chemins de fer du Midi et du Canal latéral à la Garonne. Jest stacją Société nationale des chemins de fer français (SNCF), obsługiwaną przez pociągi transpyrénéen oriental, które łączą Paryż z Barceloną i pociągów regionalnych TER Midi-Pyrénées.